# Historia militar de Canadá

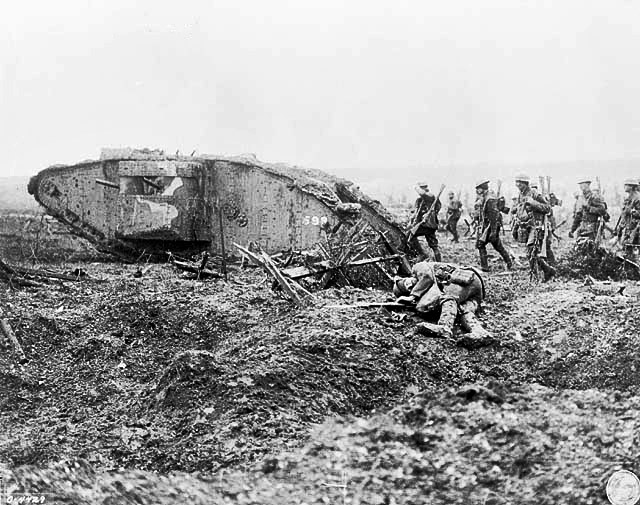
Soldados canadienses avanzando detrás de un tanque en la Batalla de la cresta de Vimy, uno de los mayores triunfos militares de Canadá.

La historia militar de Canadá abarca cientos de años de acontecimientos armados dentro del territorio que actualmente comprende Canadá y el papel del ejército canadiense en los conflictos militares y las fuerzas de paz en todo el mundo.
Por miles de años, el área que se convertiría en Canadá fue el sitio de esporádicas guerras intertribales entre la gente de las Primeras Naciones de Canadá. A partir del siglo XVI, la llegada de los europeos provocó conflictos entre los pueblos aborígenes y los europeos colonizadores en el Nuevo Mundo. Desde el siglo XVII, la región fue lugar de conflictos entre franceses y británicos durante más de un siglo, ya que ambos se aliaron con varios grupos de las Primeras Naciones. En 1763, los británicos salieron victoriosos y los civiles franceses, a quienes los británicos esperaban asimilar, fueron declarados "súbditos británicos". Nuevos desafíos pronto surgieron cuando las colonias del norte decidieron no tomar parte en la Guerra de Independencia de los Estados Unidos y permanecieron leales a la Corona británica. Los estadounidenses triunfantes buscaron extender su república y realizaron invasiones en 1775 y en 1812. En ambas ocasiones, los estadounidenses fueron rechazados por las fuerzas británicas y locales; no obstante, esta amenaza permanecería hasta bien entrado el siglo XIX y parcialmente propiciaría la Confederación Canadiense en 1867. 
Después de la Confederación, y en medio de mucha controversia, fue creado el Ejército Canadiense. Canadá, sin embargo, permaneció como colonia británica, y las fuerzas canadienses combatieron junto a sus similares británicas en la Segunda Guerra de los Bóer y en la Primera Guerra Mundial. Mientras que con el Estatuto de Westminster vino la independencia del país, los lazos de Canadá con el Reino Unido permanecieron fuertes, y los británicos gozaron una vez más del apoyo canadiense en la Segunda Guerra Mundial. No obstante, desde la Segunda Guerra Mundial Canadá se comprometió al multilateralismo y ha ido a la guerra solo dentro de coaliciones multinacionales tal como en la guerra de Corea, la Guerra del Golfo, la Guerra de Kosovo y la Guerra en Afganistán de 2001. Canadá también ha jugado un papel importante en las operaciones de las fuerzas de paz de la ONU en todo el mundo y ha aportado más tropas acumulativamente que cualquier otro país. Hasta 2006, Canadá tenía el segundo número más alto de bajas en las fuerzas de paz en el mundo, solo detrás de la India.

## Colonización europea

### Primeras naciones

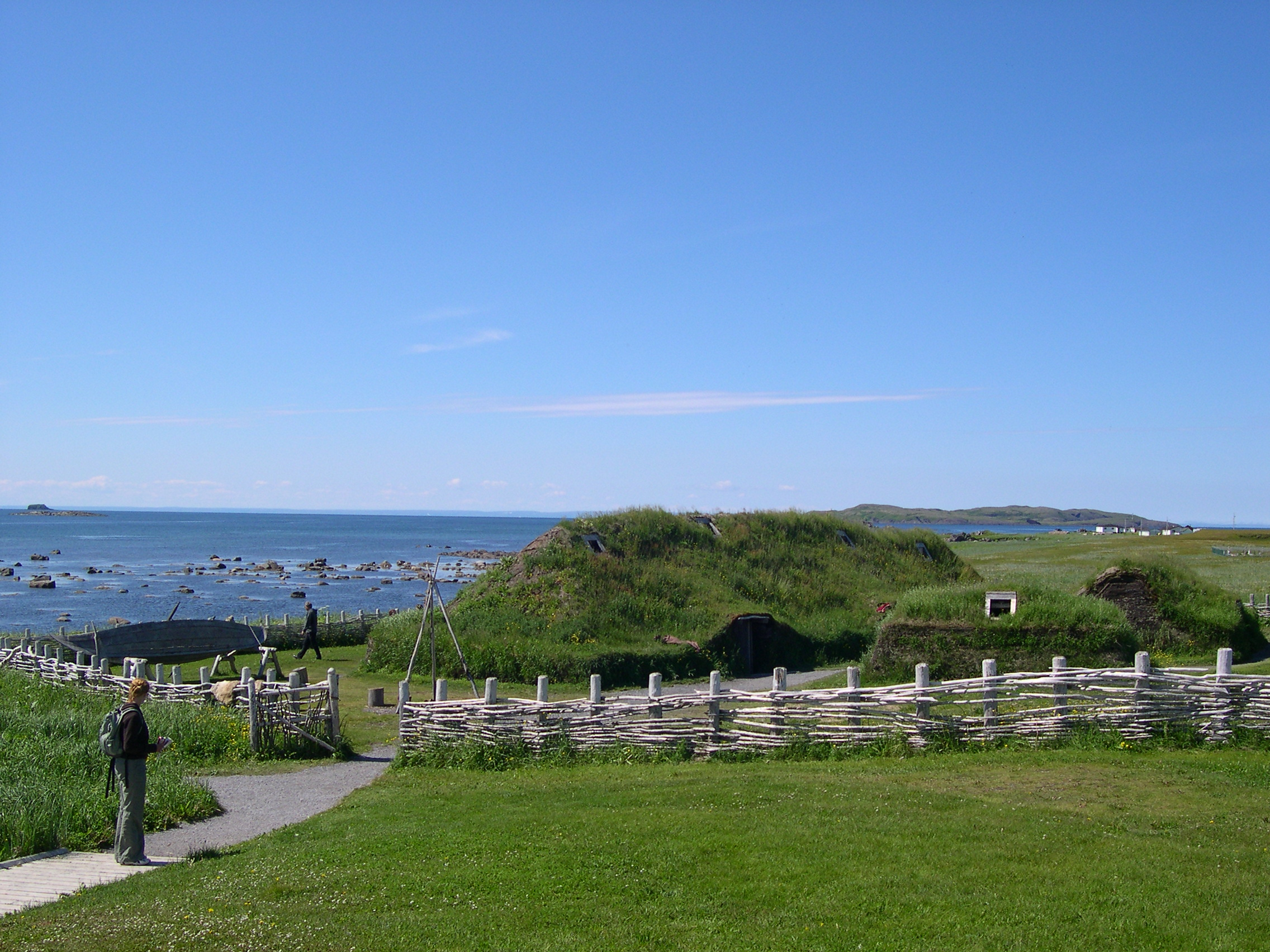
Reconstrucción de una aldea vikinga en L'Anse aux Meadows, Terranova y Labrador.

Los primeros conflictos entre europeos e indígenas pueden haber ocurrido alrededor del año 1006, cuando los nórdicos intentaron establecerse a lo largo de la costa de la isla de Terranova. Según las sagas nórdicas, los nativos beothuk (llamado skraelings o skrælingar por los nórdicos) respondieron tan ferozmente a los intentos de colonización por parte de los recién llegados que estos finalmente tuvieron que marcharse. Entre los futuros colonizadores europeos, las Primeras Naciones se ganaron una reputación de violencia y salvajismo. Los nativos no consentían la idea de rendirse, y solían torturar y matar a aquellos que lo hacían.
Antes de la llegada de los europeos, algunas guerras entre las Primeras Naciones tendían a ser formales y de carácter ritualista, y suponían relativamente pocas bajas. Pero también existe evidencia de guerras mucho más violentas, incluso el genocidio completo de algunos grupos a manos de otros, tal como el desplazamiento total de la Cultura Dorset de Terranova por parte de los beothuk previamente mencionados, así como por los inuit y los thule en otras regiones. No hay evidencias de continuidad genética o cultural, así que se piensa que los Dorset simplemente fueron exterminados. Para el año 1350 ya habían desaparecido completamente.
En lo que es ahora el sureste de Canadá habitaban, antes de la llegada de los europeos, muchos pueblos nativos. De ellos destacaban los de la Confederación Iroquesa, formada por cinco tribus: seneca, oneida, cayuga, onondaga y mohawk. A ellos se sumaría la tribu tuscarora en el siglo XVIII. El motivo de esta alianza era acabar con las frecuentes luchas entre los grupos de la región. Después de la llegada de los europeos, las luchas fueron más sangrientas y decisivas, especialmente al quedar las tribus en medio de las rivalidades económicas y militares de los colonizadores europeos. A fines del siglo XVII, las Primeras Naciones de la costa atlántica rápidamente adoptaron el uso de las armas de fuego, sustituyendo al tradicional arco. Mientras que un guerrero habilidoso podía esquivar una flecha, y una armadura de madera ofrecía cierta protección contra las flechas, nada los protegía de una bala. Incluso las heridas en los miembros provocadas por estas balas lentas y de alto calibre podían resultar fatales. La adopción de las armas de fuego incrementó significantemente el número de bajas. El derramamiento de sangre en los conflictos entre nativos también aumentó dramáticamente debido a la distribución irregular de las armas de fuego y los caballos entre los grupos nativos.
Las tribus nativas se volvieron aliados importantes de los franceses e ingleses en la lucha por la hegemonía norteamericana durante los siglos XVII y XVIII; estas alianzas intensificaron la violencia. Por ejemplo, arrancar el cuero cabelludo del enemigo, práctica que actualmente se cree que existía desde antes de la llegada de los europeos, se volvió más común ya que los europeos demandaban la presentación del cuero cabelludo como prueba de su triunfo militar.

### Primeros asentamientos franceses

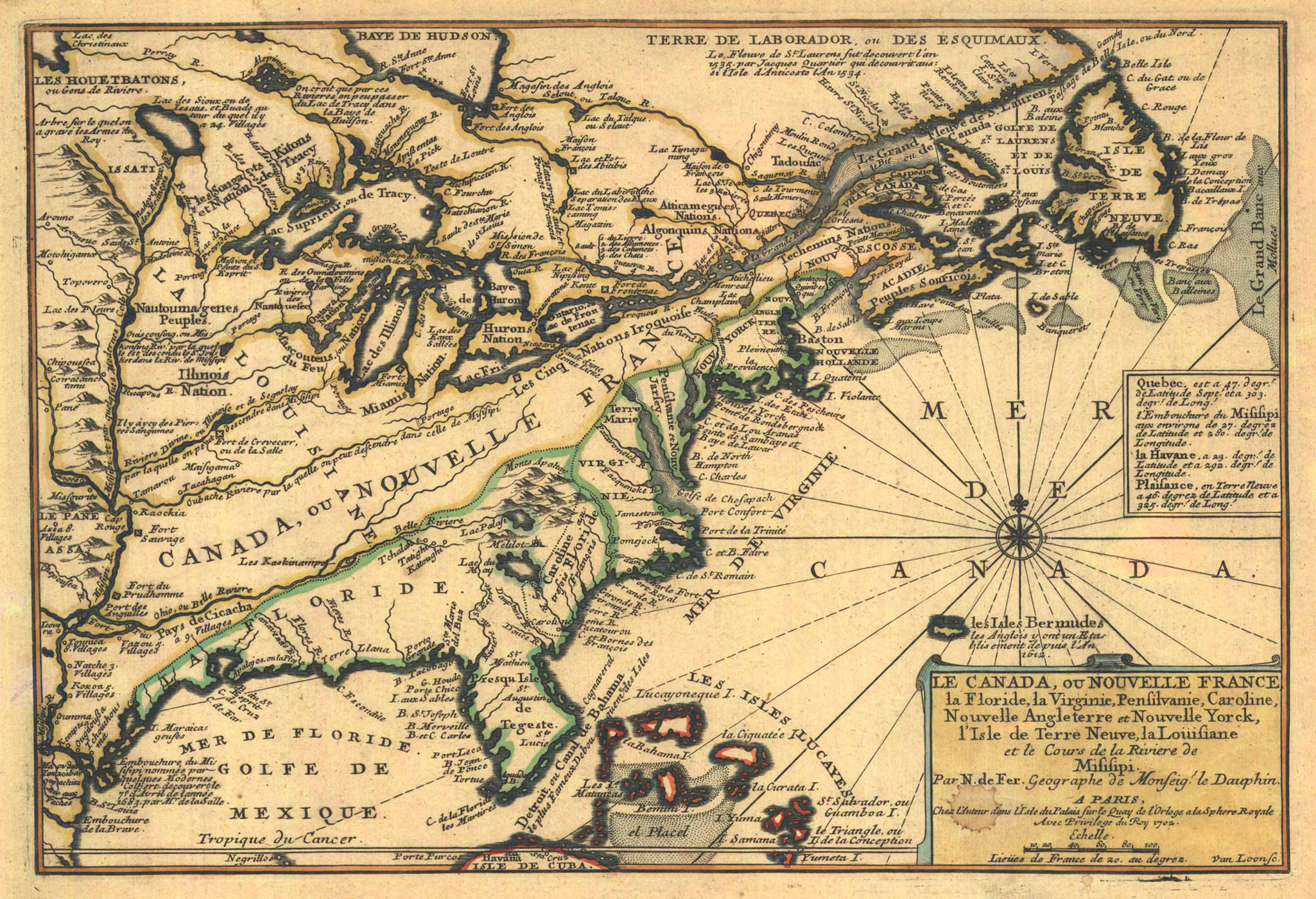
Mapa de Nueva Francia que muestra a ciertas tribus de amerindios en Canadá, 1702.

Los franceses bajo el mando de Samuel de Champlain fundaron el asentamiento de Annapolis Royal en 1605 y la ciudad de Quebec en 1608, aliándose rápidamente con los nativos de esa zona, lo que los condujo a conflictos con otros habitantes indígenas. Por ejemplo, poco después de la fundación de Quebec, Champlain se integró a una alianza huron-algonquina que era enemiga de la Confederación Iroquesa. Durante el periodo de colonización los iroqueses impidieron el pleno establecimiento de los franceses, enfrentándose frecuentemente contra ellos y sus aliados. En la primera batalla, las superiores armas francesas dispersaron rápidamente a varios grupos de nativos congregados. Los iroqueses cambiaron sus tácticas al juntar sus habilidades de caza y sus conocimientos profundos del terreno con el uso de armas de fuego, que obtuvieron gracias a los holandeses; de esta forma, desarrollaron una versión muy efectiva de guerra de guerrillas y se convirtieron en una amenaza formidable para todos excepto para las escasas ciudades fortificadas. Al mismo tiempo que los franceses suministraban pocas armas a sus aliados indígenas, los iroqueses emprendieron una guerra devastadora contra las tribus de la región de los Grandes Lagos. Durante el primer siglo de su existencia la amenaza principal para los habitantes de Nueva Francia vino de la Confederación Iroquesa, particularmente de sus habitantes más orientales, los mohawk. Mientras que la mayoría de las tribus en la región eran aliadas de los franceses, los iroqueses se aliaron primero con los holandeses, y, después de la cesión de Nueva Holanda a Inglaterra, con los británicos, y con esto recibieron sus armas y su apoyo.
Las Guerras franco-iroquesas continuaron intermitentemente hasta el siglo XVIII, con gran brutalidad en ambos bandos. En respuesta a la amenaza iroquesa, el gobierno francés envió al Regimiento Carignan-Salières, el primer grupo de soldados uniformados profesionales en pisar lo que hoy es el territorio canadiense. Después de que se lograra la paz, este regimiento fue disuelto en Canadá. Los soldados se establecieron en el valle del San Lorenzo y, a finales del siglo XVII, formaron la base de las Compagnies Franches de la Marine ("Compañías Francesas de la Marina"), la milicia local. Más tarde, las milicias se desarrollaron para formar los seigneuries ("señoríos").

## Conflicto anglo-francés
Canadá fue colonizada por dos grandes potencias europeas que estaban históricamente en desacuerdo una con la otra —Inglaterra y Francia—, y fue inevitable que esta tensión de años se desbordara sobre Canadá; durante los siglos XVII y XVIII, hubo conflictos continuos entre las potencias colonizadoras del territorio canadiense.

### Siglo XVII

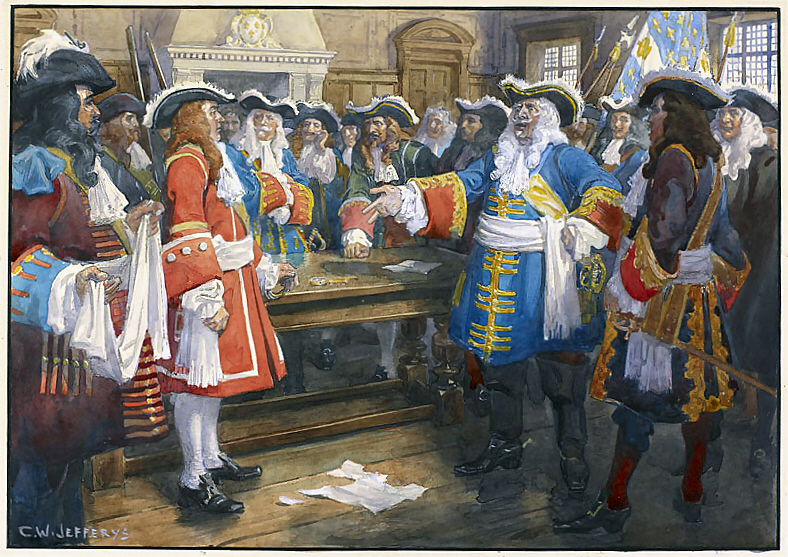
Antes de la Batalla de Quebec de 1690, Frontenac rechaza a los enviados ingleses: "La única respuesta que tengo para su general es a través de las bocas de mis cañones".

Dos años después de que los franceses fundaran Annapolis Royal, los ingleses establecieron su primer asentamiento, en Jamestown, Virginia al sur. A partir de estas bases, emergerían colonias mucho mayores. La colonia francesa de Quebec en el río San Lorenzo se basó principalmente en el comercio de pieles y disfrutó del apoyo de la Monarquía de Francia. Creció lentamente en medio de las duras condiciones geográficas y climáticas. Las colonias inglesas localizadas al sur, con condiciones más favorables, desarrollaron economías más diversificadas y florecieron. El resultado fue que para la década de 1750, cuando las rivalidades económicas, políticas y militares desembocaron en la Guerra de los Siete Años, la población total de las 13 colonias inglesas era de 1.500.000, mientras que la de los rivales franceses al norte era de tan solo 60.000. 
Como resultado, fuera de sus fortalezas de Quebec y Louisbourg, los franceses fueron forzados a emplear tácticas de guerra de guerrillas, en gran parte adoptadas de los nativos. La forma de lucha de guerrilla se conoció como la petite guerre. Durante el siglo XVII, hubo varias escaramuzas entre las dos grandes potencias. En 1629, un grupo de merodeadores ingleses capturaron y quemaron la fortaleza en Quebec y se llevaron a Champlain y a los otros líderes como prisioneros a Inglaterra. Sin embargo, en 1632 los ingleses pidieron disculpas y devolvieron la ciudad a los franceses, quienes reconstruyeron su capital y reanudaron sus esfuerzos. La siguiente amenaza sería para Quebec en el siglo XVII vino en 1690 cuando, alarmadas por los ataques de la petite guerre, las colonias de Nueva Inglaterra enviaron una expedición armada hacia el norte, bajo el mando de Sir William Phips, para capturar la fuente de los problemas: Quebec. La expedición estaba pobremente organizada y tenía poco tiempo para alcanzar su objetivo, habiendo llegado a mediados de octubre, poco antes de que el San Lorenzo se congelara. La expedición fue responsable de provocar uno de los más famosos pronunciamientos en la historia militar canadiense. Cuando Phips le demandó que se rindiera, el gobernador de Nueva Francia Louis de Buade de Frontenac, en ese entonces en su segundo periodo de mandato, contestó (de acuerdo a los reportes del propio Frontenac): "Responderé ... sólo con las bocas de mis cañones y los disparos de mis mosquetes" ("I will answer … only with the mouths of my cannons and the shots of my muskets"). Después de un solo desembarque frustrado en la costa de Beauport al este de la ciudad, el ejército inglés se retiró por las aguas heladas del río San Lorenzo.

### Inicios delsigloXVIII
Durante el siglo XVIII, la lucha anglo-francesa en Canadá se intensificó ya que la rivalidad entre las naciones empeoró en Europa. Al crecer las preocupaciones, el gobierno francés invirtió más y más recursos militares en sus colonias norteamericanas. Costosas guarniciones fueron mantenidas en los distantes puestos de comercio de pieles, las fortificaciones de Quebec fueron perfeccionadas y aumentadas, y un nuevo pueblo fortificado fue construido en la costa este de Île Royale, o Isla de Cabo Bretón: la fortaleza de Louisbourg, la llamada "Dunkerque del Norte".
En tres ocasiones durante el siglo XVIII, las colonias francesas e inglesas de Norteamérica se encontraron en guerra. Las dos primeras grandes guerras fueron ramificaciones locales de los conflictos europeos de mayor dimensión: la Guerra de Sucesión Española (1702-1713) y la Guerra de Sucesión Austriaca (1744-1748). La última, la Guerra de los Siete Años (1756-1763) inició en el valle del Ohio. La petite guerre de los canadienses dejó una sensación de terror y devastación a través de los pueblos y aldeas del norte de Nueva Inglaterra, a veces incluso en lugares más hacia el sur como Virginia. La guerra también se extendió a los fuertes localizados a lo largo de la costa de la Bahía de Hudson. En 1713, un ejército británico logró capturar Port Royal, la capital francesa de Acadia en lo que actualmente es Nueva Escocia. Como resultado, Francia se vio forzada a ceder el control del territorio de Nueva Escocia a Gran Bretaña en el Tratado de Utrecht, dejando a los actuales territorios de Nuevo Brunswick, Isla del Príncipe Eduardo e Isla de Cabo Bretón en manos de los franceses. La posesión británica de la Bahía de Hudson fue garantizada con el mismo Tratado.
Durante la Guerra de Sucesión Austriaca, un ejército de la milicia de Nueva Inglaterra, bajo el mando de William Pepperell y el Comodoro Peter Warren de la Marina Real Británica, capturó exitosamente Louisbourg en 1745. No obstante, con el Tratado de Aquisgrán que terminó la guerra en 1748, Francia recuperó a Louisbourg al intercambiar otras de sus conquistas en los Países Bajos y la India. Los habitantes de Nueva Inglaterra estaban furiosos, y como contrapeso ante el continuo poder de Francia en Louisbourg, los británicos fundaron el asentamiento militar de Halifax en 1749, con una poderosa base naval en su espacioso puerto para protegerse de los franceses.

### Guerra de los Siete Años

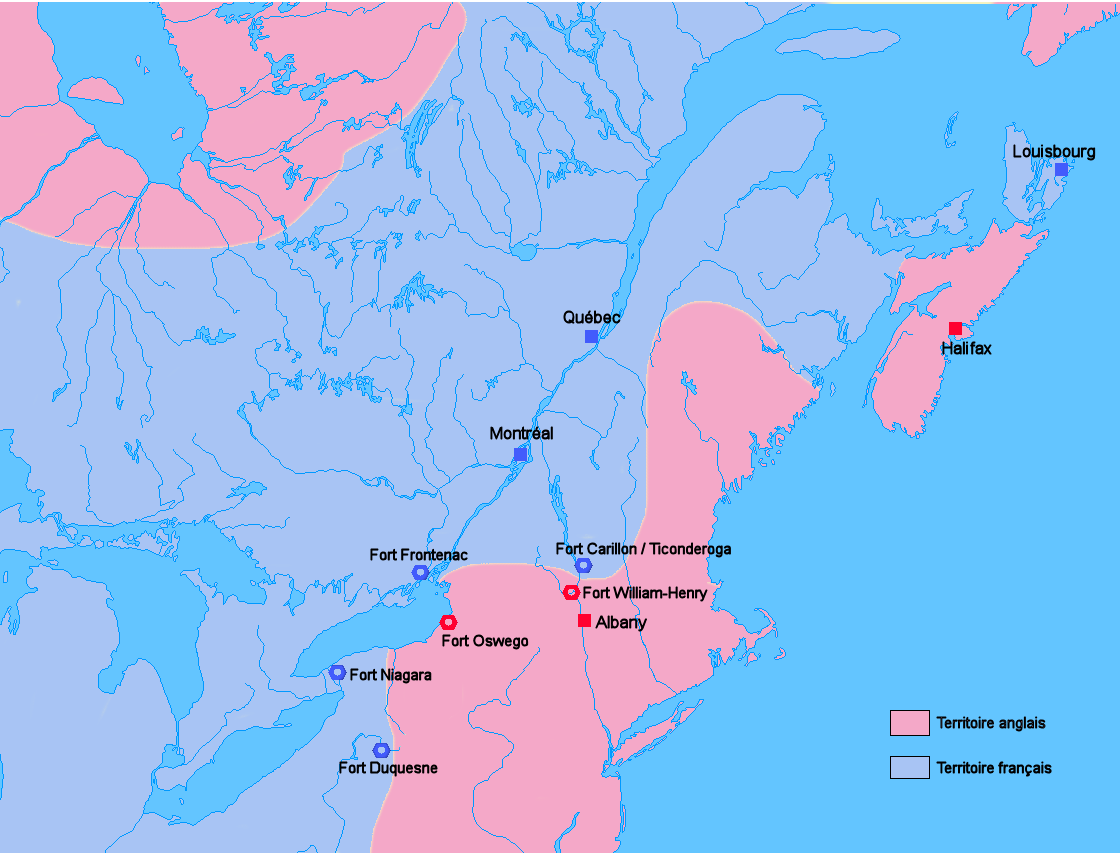
Mapa que muestra las posesiones inglesas (de rosa) y las francesas (de azul) poco antes de que estallara la Guerra de los Siete Años.

En 1754, la Guerra de los Siete Años estalló en Norteamérica, donde en ocasiones es llamada la Guerra Franco-india. Los franceses habían comenzado a desafiar los reclamos territoriales de los comerciantes angloamericanos en el valle del Ohio al oeste de los Apalaches —tierra que fue reclamada por algunas de las colonias británicas en sus estatutos reales—. Los franceses buscaban el control de estos territorios para la obtención de pieles, así como las costas de Terranova para la pesca. También planeaban frenar la expansión inglesa hacia el oeste y unir sus posesiones del norte con las del sur, en la región de Nueva Orleans. Para ello, en 1753, los franceses iniciaron la ocupación militar del valle del Ohio al construir una serie de fuertes. En 1755, los británicos enviaron dos regimientos a Norteamérica para expulsar a los franceses de estos fuertes, pero fueron derrotados por los francocanadienses y los amerindios cuando se aproximaron al Fort Duquesne. La guerra fue formalmente declarada en 1756, y en Quebec, seis regimientos franceses de troupes de terre, o líneas de infantería, estuvieron bajo el comando del recién llegado general, el Marqués de Montcalm. Acompañándolo estuvieron otros dos batallones de troupes de terre, elevando el número total de soldados profesionales franceses en la colonia a cerca de 400. Esta fue la primera agrupación significante de soldados profesionales entrenados en lo que se convertiría en el territorio canadiense.
Bajo las órdenes de su nuevo comandante, los franceses al principio consiguieron unas cuantas victorias sorpresivas sobre los británicos, primero en Fort William Henry al sur del lago Champlain, donde, en 1757, más de 2200 hombres, en su mayor parte soldados comunes británicos, se rindieron. Al año siguiente, una victoria aún mayor se consiguió cuando el ejército británico —con unos 15.000 hombres bajo el mando del mayor general James Abercrombie— fue rotundamente derrotado en su ataque en una fortificación francesa en Carillon (más tarde renombrado Fuerte Ticonderoga por los británicos) en la parte sur del lago Champlain. Los franceses no eran más de 3500, pero antes de que los británicos se retiraran, los franceses habían causado la pérdida de unos 2.000 hombres, en comparación a una pérdida francesa de unos 350. Mientras tanto, el esfuerzo británico de la guerra había sido impulsado con el nombramiento de William Pitt como primer ministro del Reino Unido, quien estaba determinado a ganar batallas y decidió que Norteamérica sería el quid del esfuerzo militar británico. En junio de 1758, un ejército británico de 13 000 soldados bajo el mando del mayor general Geoffrey Amherst, con James Wolfe como uno de sus brigadistas, permanentemente capturó la Fortaleza de Louisbourg.

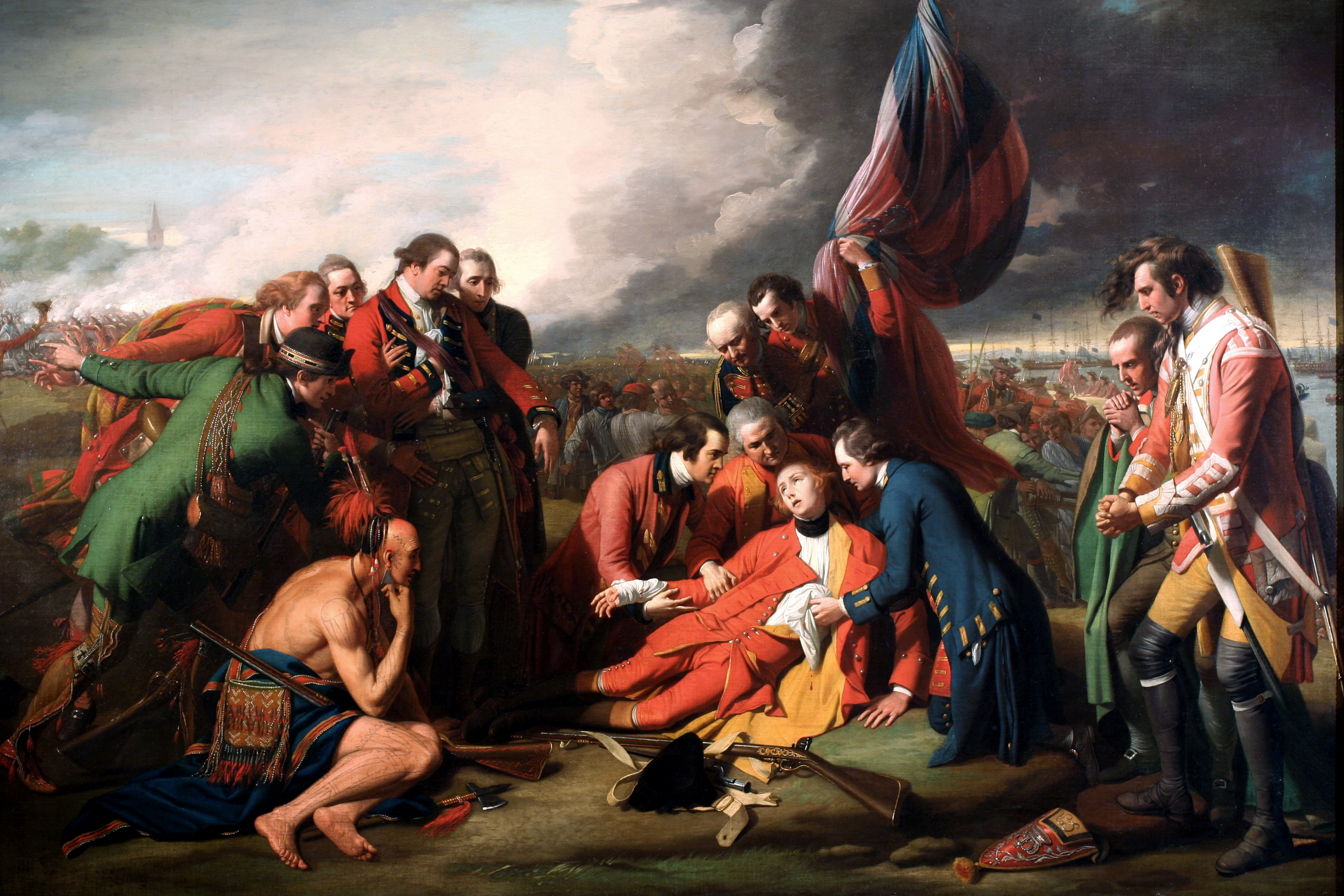
La muerte del general Wolfe, pintura de Benjamin West, apócrifamente representa los momentos finales del General Wolfe durante la Batalla de las Llanuras de Abraham en 1759.

Un año después Wolfe fijó su atención en la Ciudad de Quebec. Después de varios intentos fallidos de desembarcar, incluyendo unas derrotas particularmente sangrientas en Beauport y Montgomery, Wolfe logró llevar a su ejército a la costa, en las Llanuras de Abraham, el 12 de septiembre. Montcalm, en contra del criterio de sus oficiales, se hizo a la mar con un ejército numéricamente inferior para encontrarse con los británicos. Una batalla de grandes dimensiones tuvo lugar en la que Wolfe fue asesinado, Montcalm herido de muerte, y 658 británicos y 644 franceses cayeron muertos o heridos. Gravemente dañados por las descargas masivas de los británicos, los franceses se retiraron hacia la ciudadela y soportaron un duro sitio y bloqueo económico por parte de los británicos antes de capitular el 18 de septiembre.
Sin embargo, en la primavera de 1760, el último general francés, François Gaston de Lévis, marchó de Montreal a Quebec y derrotó a los británicos en Sainte Foy en una batalla similar a la del año anterior; entonces la situación era la contraria, con los franceses sitiando las fortificaciones de Quebec detrás de las cuales los británicos se refugiaban. No obstante, los franceses finalmente tuvieron que reconocer la pérdida de Nueva Francia cuando la Marina Real Británica en lugar de la flota francesa fue la que zarpó por el río San Lorenzo cuando el hielo del invierno se derritió. Francia perdió casi todas sus posesiones norteamericanas, y retuvo solamente las pequeñas islas de San Pedro y Miquelón como base de su flotilla pesquera, que operó en los Grandes Bancos. Los franceses se retiraron formalmente de Norteamérica en 1763 cuando firmaron el Tratado de París. A Francia se le dio la opción de conservar o Nueva Francia o su colonia insular en el Caribe productora de azúcar, Guadalupe, y eligió a la segunda, ya que tenía diez veces el PIB de Quebec y, a diferencia de la otra, era rentable.

## Conflictos con los Estados Unidos
Aun con la amenaza francesa eliminada, las colonias británicas de la costa este se volvieron cada vez más intranquilas. La Guerra de Independencia de los Estados Unidos en gran parte surgió de su desacuerdo a pagar impuestos para apoyar la creación de un gran establecimiento militar, cuando no había un enemigo obvio. Esto se vio incrementado por futuras sospechas de las intenciones británicas cuando el valle de Ohio y otros territorios occidentales demandados previamente por Francia no fueron anexados a las colonias británicas existentes, especialmente Pensilvania y Virginia, que tenían reclamos de mucho tiempo atrás en la región. En cambio, según el Acta de Quebec, este territorio fue reservado para las Primeras Naciones. La Guerra de Independencia de los Estados Unidos (1776-1783) vio a los revolucionarios usar la fuerza para liberarse del dominio británico y para reclamar estas tierras occidentales. Las fuerzas americanas tomaron Montreal y la cadena de fortalezas en el valle del Richelieu, pero los intentos de los revolucionarios para tomar Quebec fueron repelidos. Durante esta época la mayoría de los francocanadienses permanecieron neutrales. El fracaso de los revolucionarios en estas áreas, y la lealtad a Gran Bretaña aún presente en algunos colonos, resultaron en la división del imperio británico en América del Norte. Muchos americanos que seguían siendo leales a la Corona, conocidos como los Lealistas del Imperio Unido, se movieron hacia el norte, incrementando notablemente la población de habla inglesa en la zona. La república independiente de los Estados Unidos emergió al sur, mientras que una serie de colonias británicas leales siguieron existiendo a lo largo de su frontera norte. A las colonias británicas restantes se les conoció colectivamente como Norteamérica británica.

### Guerra de 1812
Después del cese de las hostilidades, la animosidad y desconfianza continuaron entre los Estados Unidos y el Reino Unido. Esto se tradujo en una guerra en 1812, cuando los estadounidenses le declararon la guerra a los británicos. Los estadounidenses estaban fastidiados debido al hostigamiento por parte de los británicos sobre los barcos estadounidenses en alta mar, algo que sucedió debido a la participación británica en las Guerras Napoleónicas que se estaban llevando a cabo en esa época. Los británicos querían evitar que los norteamericanos comerciaran con Francia y sus aliados, mas ellos sentían que sus derechos marítimos como país neutral no estaban siendo respetados. Los estadounidenses no poseían una flota capaz de desafiar a la Marina Real Británica, y por lo tanto una invasión a Canadá fue propuesta como el único medio factible de atacar al Imperio Británico. Los estadounidenses en la frontera oeste de la nación también esperaban que una invasión propiciara el fin a lo que veían como un apoyo de parte de los británicos a los indígenas nativos (proporcionándoles armas), los cuales eran hostiles hacia los estadounidenses y se resistían a su expansión hacia el oeste. Deseaban que la invasión ultimara sus reclamos en los territorios occidentales. La estrategia inicial era hacerse con Canadá temporalmente a fin de forzar las concesiones de los británicos. Sin embargo, al progresar la guerra, la anexión total era citada más frecuentemente como un objetivo —una expresión anticipada de lo que más tarde sería llamado "doctrina del destino manifiesto"—. Muchos estadounidenses esperaban que los francocanadienses recibieran con agrado la oportunidad de derrocar a sus gobernantes británicos. Sin embargo, la realidad era otra, pues aunque los habitantes del Bajo Canadá (la parte francófona de Canadá, en contraparte a la parte inglesa, el Alto Canadá) no apoyaban incondicionalmente a los británicos, tampoco se alegraban con la idea de una invasión estadounidense.

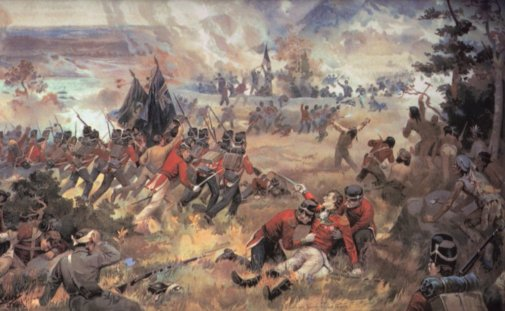
"¡Sigan adelante, valientes Voluntarios de York!" El mortalmente herido general Brock impulsa a la milicia canadiense a continuar en la batalla.

Los estadounidenses mandaron una invasión a través de su frontera norte en julio de 1812, después de que la guerra fuera declarada el 18 de junio. Los estadounidenses pensaban que hacerse con Canadá sería sencillo, pero dada la mala organización y la falta de fondos con la que contaban, su tarea se vio complicada. La guerra ardió por toda la frontera del Alto Canadá, tanto en tierra como en las aguas de los Grandes Lagos. Los británicos capturaron exitosamente Detroit en agosto, donde el ejército bajo las órdenes del general William Hull se rindió ante una fuerza comandada por el canadiense Isaac Brock. El 12 de julio, Hull había invadido Canadá en Sandwich (más tarde conocido como Windsor). La invasión fue detenida rápidamente, y Hull se retiró, pero esto le dio a Isaac Brock la excusa que necesitaba para abandonar las órdenes del Comandante en jefe de Norteamérica, George Prévost. Asegurando el auxilio por parte del jefe shawnee Tecumseh, Brock avanzó hacia Detroit. En este punto, incluso con sus aliados nativos, Brock era superado en número aproximadamente en dos a uno. No obstante, Brock había juzgado a Hull como un hombre tímido, y particularmente temeroso de los soldados de Tecumseh. De esta forma Brock decidió usar una serie trucos para intimidar a Hull. La derrota de Detroit fue total y definitiva. Más adelante, un considerable frente estadounidense en la frontera de Niágara fue derrotado en la Batalla de Queenston Heights por un ejército combinado de tropas británicas regulares y milicia colonial bajo el mando de Sir Isaac Brock, quien perdió su vida en la batalla.
1813 fue el año de las victorias estadounidenses, cuando recuperaron Detroit y disfrutaron de una serie de éxitos a lo largo de la orilla occidental del Lago Erie, culminando en la Batalla del Lago Erie (10 de septiembre) y la Batalla de Moraviantown o Batalla del Támesis el 5 de octubre. La batalla naval aseguró el dominio estadounidense de los lagos Erie y Hurón. En la Batalla del Támesis, no obstante, los británicos perdieron a uno de sus comandantes clave, Tecumseh. Más hacia el este, los estadounidenses lograron capturar y quemar York (más tarde Toronto) y tomaron el Fuerte George en Niágara, el cual retuvieron hasta el final de ese año. No obstante, en el mismo año, dos ataques estadounidenses contra Montreal fueron repelidos —uno por un ejército de soldados británicos regulares en Crysler's Farm, al suroeste de la ciudad en el río San Lorenzo; el otro, por un ejército conformado en su mayor parte de milicia francocanadiense bajo el mando de Charles de Salaberry, al sur de la ciudad en Allan's Corners en el río Chateauguay—. Las tribus iroquesas del Alto Canadá, los caughnawagas de las cercanías de Montreal, y tribus occidentales bajo el mando del jefe Tecumseh, fueron aliados valiosos de los británicos durante la campaña. Estos guerreros fueron parte importante en muchas batallas y en varias ocasiones tuvieron un impacto psicológico debilitante en el enemigo.
1814 fue el año de las derrotas estadounidenses. Los británicos recapturaron todo su territorio perdido y tomaron Michilimackinac en Míchigan. La derrota de Napoleón en Europa le otorgó a los británicos la oportunidad de volver su atención a la zona norteamericana y enviar más tropas a aquella guerra, lanzando ataques a Washington D. C., Baltimore y Nueva Orleans. Después de la captura de Washington D. C. en septiembre en Bladensburg, los británicos quemaron el Capitolio y la Casa Blanca, la cual fue previamente pintada de rosa. Los estadounidenses eligieron el camino de la paz después de esta derrota, a lo cual accedieron los británicos después de su derrota en Plattsburgh.
En diciembre de 1814, los dos oponentes firmaron el Tratado de Gante con el que cesaban las hostilidades y se restauraban las fronteras que habían existido antes de la guerra. En realidad el tratado de paz no tocó los puntos por los que había comenzado la guerra. Sin embargo, esta sí ayudó a crear un sentimiento de identidad nacional tanto entre los estadounidenses como entre los canadienses. La exitosa defensa de Canadá dependió casi en su totalidad de las tropas británicas regulares, la Marina Real Británica y los indios nativos aliados. En Canadá la guerra es vista como una importante victoria canadiense y en los Estados Unidos en cambio es considerada como una victoria estadounidense (debido a las batallas de Baltimore y Nueva Orleans antes del fin de la guerra).

### Retirada británica
El temor de que los estadounidenses recobraran su deseo de conquistar Canadá permaneció como una preocupación seria por al menos medio siglo, y fue la principal razón de la retención de una gran guarnición británica en el lugar. De la década de 1820 a la de 1840, hubo una construcción extensiva de fortificaciones en las colonias, ya que los británicos intentaron crear puntos fuertes alrededor de los cuales las fuerzas defensoras se concentraran en el caso de una invasión estadounidense; esto incluía a las ciudadelas en Quebec y Halifax, y al Fuerte Henry en Kingston. El Canal Rideau fue construido por John By durante estos años para permitir a las embarcaciones en tiempos de guerra viajar en una ruta más norteña de Montreal a Kingston (la ruta habitual en tiempos de paz era el río San Lorenzo, que constituía el borde norte de la frontera estadounidense, y por lo tanto era vulnerable al ataque y la interferencia del enemigo).

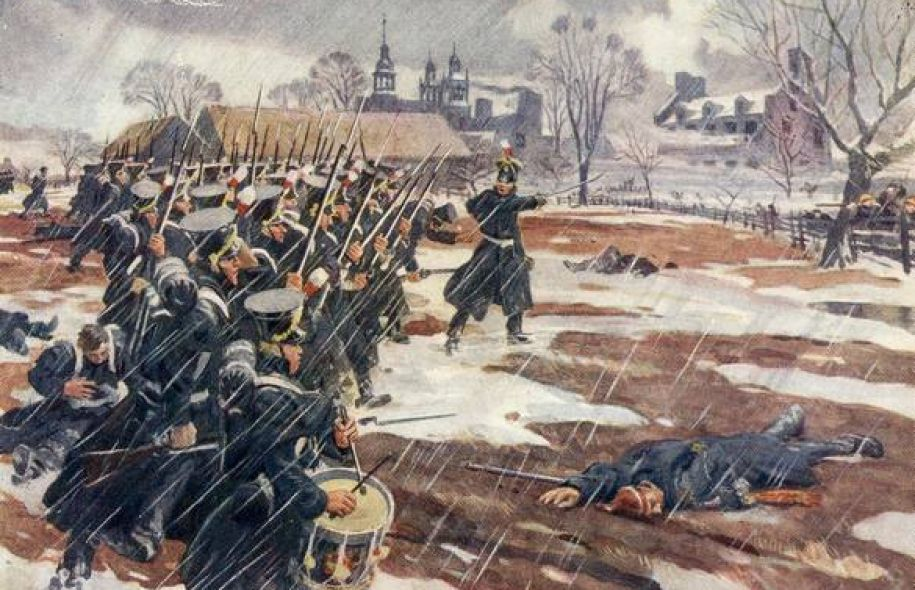
Soldados regulares británicos luchando en la Batalla de Saint-Denis, 1837.

Una de las acciones más importantes por las fuerzas británicas durante este periodo fue el sofocamiento de las Rebeliones de 1837. La Rebelión del Alto Canadá fue derrotada rápida y decisivamente por el ejército británico. La Rebelión del Bajo Canadá fue una mayor amenaza para los británicos, y los rebeldes resultaron victoriosos en la Batalla de Saint-Denis el 23 de noviembre. Dos días después, los rebeldes fueron derrotados en la Batalla de Saint-Charles, y el 14 de diciembre, finalmente fueron sofocados en la Batalla de Saint-Eustache.
Para los años 1850, el temor de una invasión estadounidense había comenzado a disminuir, y los británicos se sintieron capaces de empezar a reducir el tamaño de su guarnición. El Tratado de la Reciprocidad, negociado entre Canadá y los Estados Unidos en 1854, ayudó a aliviar las preocupaciones. Sin embargo, las tensiones repuntaron nuevamente durante la guerra civil estadounidense (1861-1865), aparentemente alcanzando su punto más alto con el Incidente de Trent, ocurrido a fines de 1861 e inicios de 1862. Esto se desencadenó cuando el capitán de un cañonero estadounidense detuvo al RMS Trent y despidió a dos oficiales confederados que estaban vinculados al Reino Unido. El gobierno británico estaba indignado y, con la guerra aparentemente inminente, tomó medidas para reforzar su guarnición en la Norteamérica británica, que fue incrementada de una fuerza de 4.000 hombres a unos 18.000. Al final, la guerra fue evitada, y la sensación de crisis disminuida. Este incidente resultó ser el último episodio mayor de confrontaciones militares anglo-estadounidenses en Norteamérica, ya que ambas partes empezaron a notar los beneficios de una relación amistosa. Al mismo tiempo, muchos canadienses fueron hacia el sur a luchar en la Guerra Civil, la mayoría integrándose al Ejército de la Unión, aunque algunos canadienses, especialmente de las milicias de Toronto, eran simpatizantes de la Confederación.
Mientras tanto, el Reino Unido comenzaba a preocuparse de las amenazas militares más cercanas a ellos, y les disgustaba pagar para mantener una guarnición en colonias que se estaban volviendo independientes, y que, después de 1867, se unieron para formar el autónomo Dominio de Canadá según el Acta de la Norteamérica británica. Consecuentemente, en 1871, las tropas de la guarnición británica se retiraron completamente de Canadá, excepto en Halifax y Esquimalt, donde las guarniciones británicas permanecieron solamente por razones estratégicas del Imperio.

### Ataques fenianos
Fue durante este periodo de reconsideración de la presencia militar británica en Canadá y su inminente retirada que ocurrió la última invasión al territorio canadiense. No fue realizada por ningún oficial del gobierno de los Estados Unidos, sino por una organización conocida como los fenianos. Este era un grupo de irlandeses estadounidenses, en su mayor parte veteranos del ejército federal de la Guerra Civil, que creían que al hacerse con Canadá, podrían obtener concesiones por parte del gobierno británico respecto a su situación política en Irlanda, más específicamente su independencia. Los fenianos habían también estimado incorrectamente que los irlandeses canadienses, que eran bastante numerosos, apoyarían sus intenciones invasivas y se sublevarían, tanto política como militarmente.

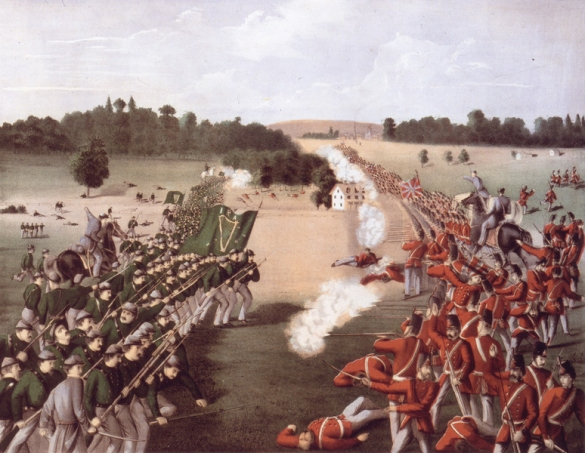
La Batalla de Ridgeway, 1866.

Después de los eventos de la Guerra Civil, el sentimiento antibritánico era alto en los Estados Unidos. Los buques de guerra confederados construidos por británicos habían causado estragos en el comercio de Estados Unidos durante la guerra. Los irlandeses estadounidenses eran una circunscripción electoral grande e importante, particularmente en partes de los estados del noreste, y grandes regimientos de irlandeses estadounidenses habían participado en la guerra. De esta manera, aunque estaba profundamente preocupado por los fenianos, el gobierno de los Estados Unidos, dirigido por el Secretario de Estado William Henry Seward, generalmente ignoraba los intentos de organización fenianos. A los fenianos se les permitió organizarse y armarse abiertamente, e incluso se les autorizó reclutar gente en los campamentos del Ejército de la Unión. Los estadounidenses no estaban preparados para arriesgarse en una guerra con los británicos, e intervinieron cuando los fenianos amenazaron con poner en peligro la neutralidad estadounidense.
Los fenianos eran una amenaza moderada para Canadá, pues siendo veteranos del ejército federal estaban bien armados. Realizaron tres ataques en 1866: uno en la Isla Campobello en Nuevo Brunswick en abril, y los otros en las regiones de los valles del Niágara y del San Lorenzo en julio. Los ataques en Campobello y en el valle del San Lorenzo fallaron. Los fenianos ganaron la Batalla de Ridgeway cuando las tropas canadienses, en su mayoría estudiantes de la Universidad de Toronto y hombres jóvenes de Hamilton, tuvieron un ataque fallido y una retirada torpe, aunque los fenianos también se retiraron rápidamente, temiendo un contraataque británico. En Nuevo Brunswick, su fracaso se debió a la presencia de un ejército de soldados regulares británicos y a la confiscación de las armas fenianas por la marina estadounidense. Dos ataques posteriores a lo largo de la frontera entre Quebec y Vermont en 1870 y en Manitoba en 1871 resultaron igualmente infructuosos. 
A pesar de estos fracasos, los ataques tuvieron cierto impacto en los políticos de Canadá, que entraron en negociaciones que condujeron al Acuerdo de la Confederación de 1867. Los ataques reforzaron la sensación de vulnerabilidad militar, especialmente porque se sabía que los británicos estaban considerando seriamente la reducción del tamaño de su guarnición, si no es que su completa retirada. Los debates acerca de la Confederación fueron hasta cierto punto llevados a cabo bajo una atmósfera de crisis militar, y la mayor seguridad militar que sería ganada a través de la puesta en común de los recursos coloniales fue uno de los factores que pesaron mucho a favor de la Confederación.

## Autonomía canadiense

### Milicia canadiense
Con la Confederación Canadiense —es decir, la formación del Dominio de Canadá a partir de las colonias en la Norteamérica británica— en su lugar y la guarnición británica fuera, Canadá asumió plena responsabilidad de su propia defensa; no obstante, el Dominio siguió perteneciendo al Imperio Británico y el Reino Unido se comprometió a enviar ayuda en caso de una emergencia seria, mientras que la Marina Real continuó proporcionando defensa oceánica. Pequeñas baterías profesionales de artillería fueron establecidas en Quebec y Kingston. En 1883, una tercera batería de artillería fue agregada, y pequeñas escuelas profesionales de caballería e infantería fueron creadas. Estas fueron pensadas para proporcionar un apoyo profesional para la mucho más grande fuerza de la milicia que debía formar la mayor parte del esfuerzo de la defensa canadiense. En teoría, cada hombre sano de entre 18 y 60 años era capaz de ser reclutado para el servicio, pero en la práctica, la defensa del país descansaba sobre los servicios de los voluntarios que componían la presunta Milicia Activa, la cual en 1869 constaba de 31.170 oficiales y hombres. Durante las décadas restantes de ese siglo, esta fuerza fue consolidada, atendiendo a campos de verano, desfilando y ocasionalmente siendo forzada a servir en tiempos de huelgas y otras emergencias civiles.

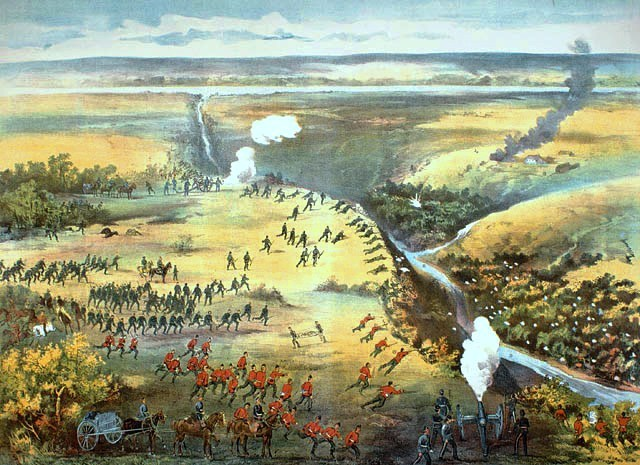
Litografía contemporánea de la Batalla de Fish Creek.

Las primeras grandes pruebas para la milicia fueron las expediciones contra las fuerzas rebeldes de Louis Riel en el oeste canadiense. La Expedición de Wolseley, compuesta por una mezcla de británicos y fuerzas de milicia, restauró el orden después de la Rebelión de Red River —un movimiento de autodeterminación nacional— con escasa violencia en 1870. Una mayor prueba fue la Rebelión del Noroeste en 1885 que vio el mayor esfuerzo militar emprendido en suelo canadiense desde el final de la Guerra de 1812. La rebelión, con los mismos objetivos que la rebelión anterior, comprendió una serie de batallas entre los métis y sus aliados contra la milicia y la Policía Montada del Noroeste, de las cuales las fuerzas del gobierno terminaron saliendo victoriosas a pesar de sufrir algunos reveses inicialmente en Duck Lake, Fish Creek y Cut Knife.
Superados en número y sin municiones, los métis participantes en la Rebelión del Noroeste se vinieron abajo con el sitio y la Batalla de Batoche. La Batalla de Loon Lake, con la que terminó este conflicto, destaca por ser la última batalla en haberse combatido en suelo canadiense.
En 1884, el Reino Unido pidió por primera vez ayuda a Canadá para defender el imperio. La nación madre le solicitó a Canadá que enviara navegantes experimentados a Sudán para ayudar a rescatar al Mayor General Charles George Gordon del levantamiento de Muhammad Ahmad. Sin embargo, Ottawa se mostró reacia a hacer esto, aunque finalmente el Gobernador General Lord Lansdowne reclutó a una fuerza privada de 386 voyageurs (viajeros) que fueron puestos bajo el mando de los oficiales de la milicia canadiense. Esta fuerza, conocida como los voyageurs del Nilo, sirvió hábilmente en Sudán y se convirtió en la primera asistencia canadiense prestada en el extranjero.

### Guerra de los Bóer
La defensa del imperio fue de nuevo un tema de importancia cuando Gran Bretaña se halló a sí misma fuertemente presionada en la Segunda Guerra de los Bóer en Sudáfrica. Los británicos le pidieron ayuda a Canadá en el conflicto, y el Partido Conservador estuvo firmemente a favor de enviar algunas divisiones a servir en Sudáfrica. Los francocanadienses, por su parte, se opusieron casi unilateralmente a la guerra, así como lo hicieron varios grupos más. Esto dividió profundamente al Partido Liberal que en ese momento estaba en el poder, ya que dependía del apoyo tanto de los anglocanadienses proimperialistas como del de los francocanadienses antiimperialistas. El primer ministro Wilfrid Laurier envió inicialmente 1000 soldados del 2° Batallón del Regimiento Real Canadiense. Más tarde, otras divisiones fueron enviadas. Esta se convertiría en la primera participación como nación en una guerra.
Las fuerzas canadienses se perdieron el primer periodo de la guerra y las grandes derrotas británicas de la llamada Semana Negra. Los canadienses en Sudáfrica ganaron mucha aclamación por encabezar el ataque en la Segunda Batalla de Paardeberg, una de las primeras victorias decisivas de la guerra. En la Batalla de Liliefontein el 7 de noviembre de 1900, tres canadienses, los tenientes Cockburn y Turner y el sargento Holland de los Dragones Reales Canadienses recibieron la Cruz Victoria por haber protegido la retaguardia de una fuerza en retiro. Entre 8300 y 9000 canadienses, incluyendo 12 mujeres enfermeras, sirvieron en Sudáfrica. De ellos, más de 200 murieron, otros más resultaron heridos y cuatro fueron condecorados con la Cruz Victoria. Las fuerzas canadienses también participaron plenamente en los programas de campos de concentración que fueron responsables de la muerte de miles de civiles bóeres. A pesar de todo, la guerra siguió siendo muy impopular en Quebec, donde mucha gente la veía como aplastar a una minoría democrática que, en muchos aspectos, era similar a los francocanadienses.

### Creación de la Marina Canadiense

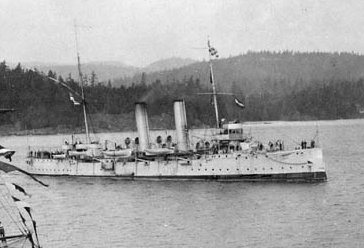
El HMCS Rainbow en 1910.

Poco después del debate sobre la Segunda Guerra de los Bóer, otro similar se desarrolló sobre si Canadá debía tener o no su propia marina. Canadá había tenido desde hace mucho tiempo una pequeña fuerza pesquera protectora adjunta al Departamento de la Marina y Piscifactoría, pero dependía del Reino Unido para su defensa marítima. Los británicos estaban cada vez más inmersos en una carrera de armamentos con Alemania, y en 1908, le pidió ayuda a sus colonias con la marina. El Partido Conservador de Canadá argumentó que el país debía simplemente contribuir con dinero para la adquisición y el mantenimiento de algunas naves de la Marina Real británica. Algunos nacionalistas francocanadienses pensaban que no se debía enviar ninguna ayuda; otros abogaban por una marina canadiense independiente que pudiera auxiliar a la británica cuando lo necesitara.
Finalmente, el primer ministro Laurier decidió seguir con esta labor de compromiso, y la creación de la Marina Real Canadiense fue aceptada por el Parlamento el 4 de mayo de 1910, a través del Acta del Servicio Naval. Para apaciguar a los imperialistas, el Acta incluía una precaución que estipulaba que en caso de emergencia, la flota podría usarse contra los británicos. Esta precaución condujo a una intensa oposición al Acta por parte del nacionalista de Quebec Henri Bourassa. El Acta establecía el objetivo de construir una flota compuesta de cinco cruceros y seis destructores. Los primeros dos buques fueron el Niobe y el Rainbow, unas naves un tanto antiguas y obsoletas compradas a los británicos. Con la llegada al poder de los conservadores en 1911, en parte debido a que los liberales habían perdido algo de apoyo en Quebec, la marina fue privada de fondos, pero durante la Primera Guerra Mundial, fue ampliamente expandida y jugó un papel importante tanto en el Atlántico como en el Pacífico.

### Creación del Ejército Canadiense
Cuando las tropas británicas comenzaron a retirarse de Canadá a fines del siglo XIX y principios del siglo XX, la importancia de la milicia (comprendiendo varias unidades de caballería, artillería, infantería e ingeniería) creció. Finalmente se creó una Milicia Activa Permanente conformada por pequeños grupos de soldados a tiempo parcial esparcidos a lo largo del país. El último Oficial Comandante de las Fuerzas, Lord Dundonald, instituyó más tarde una serie de reformas en las que Canadá adquiría sus propias ramas militares técnicas y de soporte. Estos servicios varios, llamados cuerpos, incluían:
- Cuerpo Canadiense de Ingenieros (creado el 1 de julio de 1903), encargado de facilitar la movilidad de las tropas al rastrear y desmantelar minas y bombas o construir estructuras como puentes.[47]
- Cuerpo de Señalización Canadiense (24 de octubre de 1903), que surgió a raíz de que la señalización inadecuada había mermado la eficacia de las fuerzas canadienses durante la Guerra de los Bóer. Su creación buscaba la estandarización de la señalización dentro de las secciones de infantería, caballería y artillería.[48]
- Cuerpo del Servicio Militar Canadiense (1 de noviembre de 1901, autorizado el 1 de diciembre de 1903), encargado de proporcionar servicios de apoyo a las tropas en combate, como su transporte.[49][50]
- Cuerpo Médico de la Milicia Activa Permanente del Ejército (2 de julio de 1904), a cargo de la atención médica de los soldados.[46]
- Cuerpo de Reservas de Ordenanza (1 de julio de 1903), que almacenaban el armamento, la ropa y el equipo.[46]

Cuerpos adicionales serían creados en los años previos a la Primera Guerra Mundial, incluyendo a los primeros cuerpos dentales militares independientes en todo el mundo. A lo largo de todo el siglo XX se fueron creando todo tipo de cuerpos, incluyendo ingenieros eléctricos y mecánicos, veterinarios, postales, de inteligencia, de pago y de entrenamiento, por mencionar algunos. A grandes rasgos el ejército ha estado compuesto desde entonces por dos partes, una permanente y otra de medio tiempo —o de reserva—. Durante tiempos de guerra, se añade un tercer componente.

### Creación de la Fuerza Aérea Canadiense
La Primera Guerra Mundial fue el catalizador para la formación de la Fuerza Aérea Canadiense. Al comienzo de la guerra, no existía una fuerza aérea canadiense independiente, aunque muchos canadienses volaban con el Royal Flying Corps y el Royal Naval Air Service.

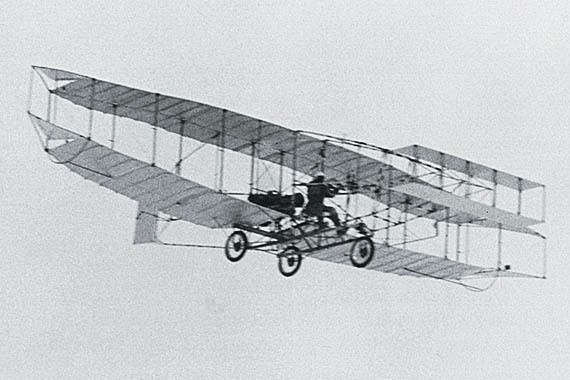
El AEA Silver Dart, avión utilizado durante el primer vuelo controlado en Canadá.

En 1909, el primer vuelo controlado en territorio canadiense tuvo lugar con el AEA Silver Dart. Se intentaba vender este avión al Ejército Canadiense, más nunca se realizó tal venta dado que las demostraciones con la nave no fueron del todo exitosas. Aunque se siguió intentando interesar al gobierno canadiense en la aviación, este argumentaba que había "falta de fondos". Fue hasta 1914 cuando el gobierno canadiense autorizó la formación del Canadian Aviation Corps (CAC). La CAC fue conformada para acompañar a la Fuerza Expedicionaria Canadiense a Europa y consistía en un avión —un Burgess-Dunne— que nunca fue usado, ya que finalmente sería considerado inadecuado para el servicio militar. La CAC dejó de existir en 1915.
Un segundo intento por crear una verdadera fuerza aérea canadiense vino en 1918 cuando dos escuadrones canadienses (uno bombardero y otro de caza) fueron formados gracias al Ministerio Aéreo Británico en Inglaterra. Esto se hizo con la justificación de que había muchos canadienses sirviendo en la Royal Air Force que querían servir en fuerzas canadienses. El gobierno canadiense tomó el control de los dos escuadrones en 1918 al formar la Fuerza Aérea Canadiense (en inglés Canadian Air Force, CAF). La CAF, no obstante, nunca operó y fue disuelta en 1920.
El gobierno británico alentó a Canadá a formar una fuerza aérea para tiempos de paz, y en 1920 una nueva Fuerza Aérea Canadiense fue conformada como parte del servicio militar de reserva realizando principalmente tareas civiles, como rastrear incendios forestales, así como dar entrenamiento.
Después de la reorganización, la nueva CAF fue renombrada como Real Fuerza Aérea Canadiense (RCAF por sus siglas en inglés) el 1 de abril de 1924.

## Guerras mundiales

### Primera Guerra Mundial
El 4 de agosto de 1914, el Reino Unido entró a la Primera Guerra Mundial al declararle la guerra a Alemania. La declaración de guerra británica automáticamente involucró a Canadá en el conflicto, ya que seguía siendo considerada una colonia. No obstante, el gobierno canadiense tenía la libertad de determinar el grado de involucramiento del país en la guerra. Canadá finalmente envió cuatro divisiones a luchar en el Frente Occidental.
En las etapas avanzadas de la guerra, los cuerpos canadienses fueron considerados entre los más efectivos y respetados dentro de los ejércitos en el Frente Occidental; las divisiones canadienses eran mayores que las británicas por 1917 debido a la escasez de mano de obra (aunque los problemas de mano de obra causarían que Canadá desechara sus planes para un segundo cuerpo canadiense y dos divisiones adicionales así como la institución del servicio militar obligatorio en ultramar). De hecho, en las secuelas de la Batalla del Somme, los cuerpos canadienses se ganaron una reputación de fuerzas de choque que eran temidas por los alemanes. El ejército canadiense incluso tenía su propio sobrenombre, les durs à cuire (difíciles de cocinar/matar), lo que significaba que los canadienses eran muy duros de desmoralizar y derrotar. Dado esto, en 1916 el Reino Unido incluso hizo uso específicamente de ayuda de los canadienses para defender las colonias británicas llamadas Indias Occidentales de la marina alemana, con muchas fuerzas canadienses siendo estacionadas en la isla de Santa Lucía para ayudar a defenderla de un posible ataque naval alemán. La Marina Real Canadiense jugó un papel importante en esta guerra, pues se construyó una gran cantidad de barcos durante este periodo, y muchos barcos y hombres canadienses fueron puestos al servicio de la Marina Real Británica.

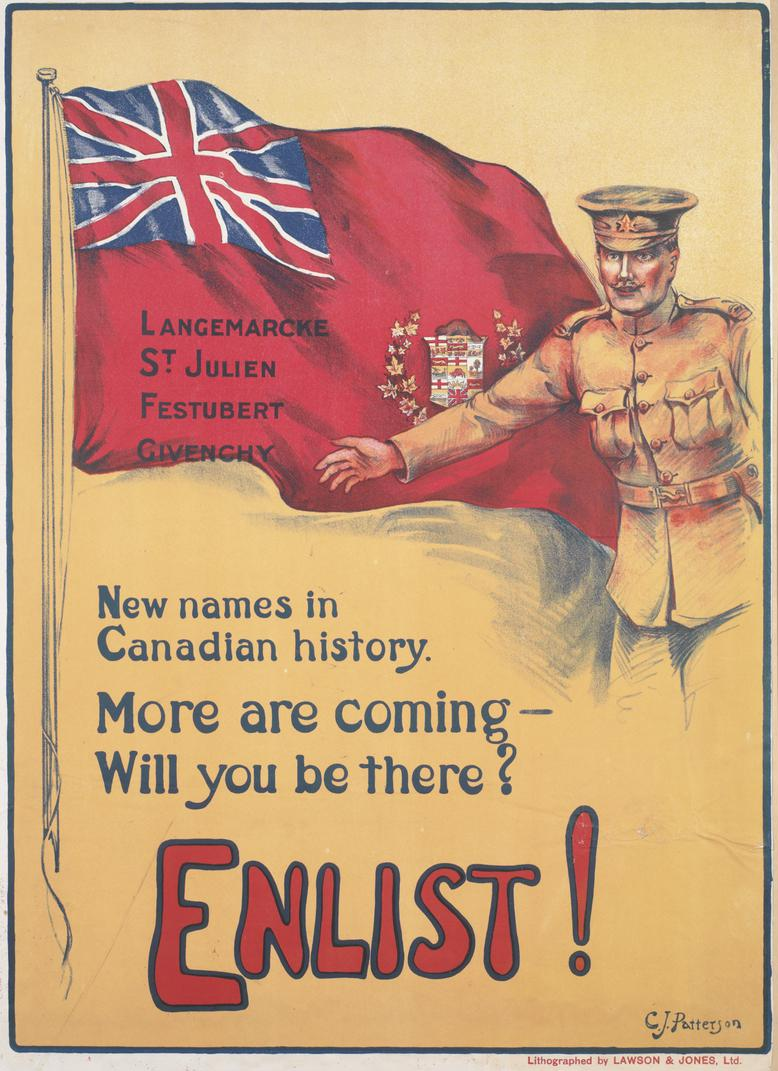
Un cartel de reclutamiento canadiense usado en la Primera Guerra Mundial.

Sin el servicio militar obligatorio, la fuerza canadiense quedó limitada a aquellos lo suficientemente dedicados para enlistarse. Todas las otras principales naciones combatientes habían introducido el servicio militar obligatorio para reponer las bajas masivas que estaban sufriendo. Por orden del primer ministro Sir Robert Borden, quien deseaba mantener la continuidad de la contribución militar de Canadá, y con presión de la burguesía para introducir e imponer el servicio militar obligatorio, el Acta del Servicio Militar fue introducida en 1917. Aunque la reacción al servicio militar obligatorio fue favorable en la parte anglosajona de Canadá, la idea fue profundamente impopular en Quebec. Al final, con el servicio militar obligatorio se reclutó a cerca de 120.000 soldados, de los cuales cerca de 47.000 fueron al extranjero. La Crisis del Servicio Militar Obligatorio de 1917 ayudó mucho a destacar las divisiones entre los canadienses franco y angloparlantes en Canadá, aunque el problema venía de años atrás. Los francocanadienses sentían poco interés en ayudar a los británicos, y veían al ejército canadiense como una institución casi completamente anglocanadiense. A pesar de los problemas, la Crisis del Servicio Militar Obligatorio de 1917 no obstaculizó la carrera política del primer ministro Robert Borden, ya que en la siguiente elección de ese año, el gobierno de la Unión de Borden ganó 153 asientos en el Parlamento, casi todos los de la Canadá anglosajona. Sin embargo, de los 65 asientos de Quebec, el gobierno de Borden ganó solamente 3. De cualquier forma, pocos meses después —en noviembre de 1918— la guerra habría finalizado, pero el Partido Conservador, impulsor del servicio militar obligatorio, seguiría teniendo dificultades para obtener asientos en el futuro.
El punto más alto del éxito militar canadiense vino en la Batalla de la cresta de Vimy el 9 de abril de 1917, durante la cual las tropas canadienses capturaron una colina alemana fortificada que había resistido ataques británicos y franceses previamente. Vimy, así como el éxito de los ases de la aviación canadienses William Barker y Billy Bishop, ayudó a darle a Canadá un nuevo sentido de identidad. Esto se tradujo en mayor autonomía, con Canadá enviando a sus propios delegados a las negociaciones del Tratado de Versalles en 1919, uniéndose a la Sociedad de Naciones en 1921, y siéndole concedida formalmente la autonomía vía el Estatuto de Westminster en 1931.
Para una nación de ocho millones de habitantes, el esfuerzo de la guerra de Canadá fue ampliamente reconocido como notable. Un total aproximado de 620.000 hombres y mujeres sirvieron en las fuerzas canadienses en la Primera Guerra Mundial, y de ellos 67.000 perdieron la vida y otros 173.000 resultaron heridos.
Los sacrificios canadienses son conmemorados en trece monumentos en Francia y Bélgica. Dos de ellos son únicos en diseño: el gigantesco Memorial Nacional canadiense de Vimy y el distintivo Soldado Meditabundo en el Monumento de Saint Julien. Los otros siguen el patrón estándar de monumentos de granito rodeados por un sendero circular. Estos son el Monumento de la Colina 62, el Monumento de Courtrai y el Monumento de Passchendaele en Bélgica, y los Monumentos de Bourlon Wood, Courcelette, Dury, Le Quesnel, Beaumont-Hamel, Gueudecourt, Masnières y Monchy-le-Preux en Francia.

### Segunda Guerra Mundial
Desde 1917 se había manifestado el deseo de que los dominios británicos fueran considerados naciones autónomas. Esto comenzó a cristalizarse poco después con la presencia de delegados canadienses en diferentes eventos y sociedades internacionales, como la Conferencia de Paz de París de 1919. Más adelante, en la Conferencia Imperial de 1926 y ya con W. L. Mackenzie King como primer ministro canadiense, se le otorgó igualdad y un poco más de autonomía a los dominios británicos mediante la Declaración de Equidad, aunque aún con la obligación de lealtad a la Corona británica. La separación final vino con el Estatuto de Westminster de 1931, con el cual se garantizaba que ninguna ley promulgada en el Reino Unido afectaría a los ahora independientes dominios, a menos que estos lo aprobaran.

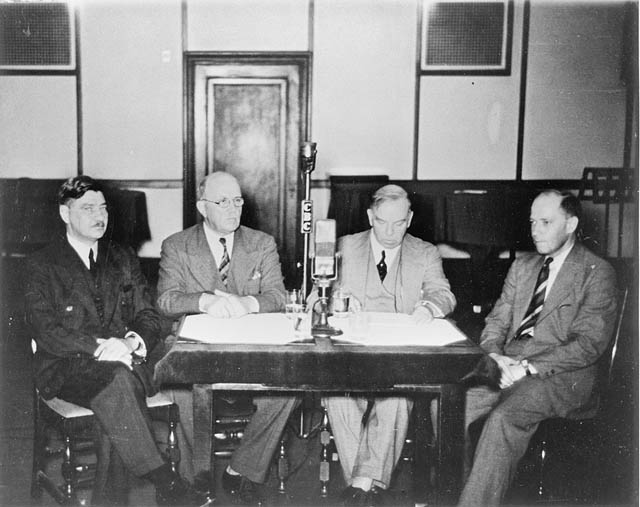
El primer ministro canadiense William Lyon Mackenzie King, flanqueado por miembros de su gabinete, se dirige al pueblo de su país poco después de la declaración de guerra británica en 1939.

Después de la Invasión alemana de Polonia el 1 de septiembre de 1939, el Parlamento de Canadá apoyó la decisión del gobierno de declararle la guerra a Alemania el 10 de septiembre, una semana después que el Reino Unido y Francia. Con la guerra declarada se hizo un llamado para inscribirse al servicio militar, con la promesa de que este se realizaría dentro de las fronteras canadienses. Sin embargo, meses después se realizó un plebiscito donde todas las provincias —excepto Quebec— apoyaban el servicio en el extranjero de ser necesario.
Los aviadores canadienses jugaron un papel pequeño pero significativo en la Batalla de Inglaterra, mientras que la Marina Real Canadiense (que incrementó notablemente su flota durante este periodo) y la Marina Mercante Canadiense fueron cruciales en la Batalla del Atlántico. Las fuerzas canadienses pasaron los primeros meses estacionadas en el Reino Unido esperando una posible invasión. Finalmente dos batallones de infantería fueron enviados a la fallida defensa de Hong Kong en 1941. Tropas de la 2° División Canadiense de Infantería también jugaron un papel protagónico en la desastrosa Batalla de Dieppe en agosto de 1942, en la que los alemanes rechazaron el intento de una invasión a la costa francesa. La 1° División Canadiense y tanques de la 1° Brigada Acorazada Canadiense llegaron a Sicilia en julio de 1943 y después de una campaña de 38 días ahí, participaron en la exitosa Invasión Aliada de Italia. Las fuerzas de Canadá fueron importantes durante el avance hacia el norte a través de Italia, finalmente integrándose en sus propios cuarteles después de que la 5° División Acorazada Canadiense se les uniera a principios de 1944 después de las costosas batallas en el río Moro y en Ortona.
El 6 de junio de 1944, la 3° División Canadiense de Infantería (apoyada por tanques de la 2° Brigada Acorazada Canadiense) desembarcaron en el Playa de Juno en la Batalla de Normandía. Las tropas aéreas canadienses también habían aterrizado previamente ese día. La resistencia en Juno fue feroz, y las bajas fueron numerosas. Para el final del día, sin embargo, los canadienses habían llevado a cabo las penetraciones más profundas tierra adentro de entre las cinco fuerzas invasoras. Los canadienses jugaron un papel importante en la subsecuente lucha en Normandía, con la 2° División Canadiense de Infantería desembarcando en julio y la 4° División Acorazada Canadiense en agosto. Mientras tanto, unos cuarteles fueron activados. Una de las contribuciones canadienses más importantes para la guerra fue en la Batalla de Scheldt, cuando el Primer Ejército Canadiense derrotó a una afianzada fuerza alemana para ayudar en gran parte a abrir Amberes al desembarco aliado.
El Primer Ejército Canadiense luchó en dos grandes campañas más; Rhineland en febrero y marzo de 1945, abriendo el paso hacia el Rin, y las subsecuentes batallas en el otro lado del Rin en las últimas semanas de la guerra. El I Cuerpo Canadiense (uno de los dos que componía al Primer Ejército) regresó al noreste de Europa desde Italia a principios de 1945, y como parte del reintegrado Primer Ejército asistió en la liberación de los Países Bajos (incluyendo el rescate de muchos holandeses en condiciones cercanas a la inanición) y la invasión de Alemania.

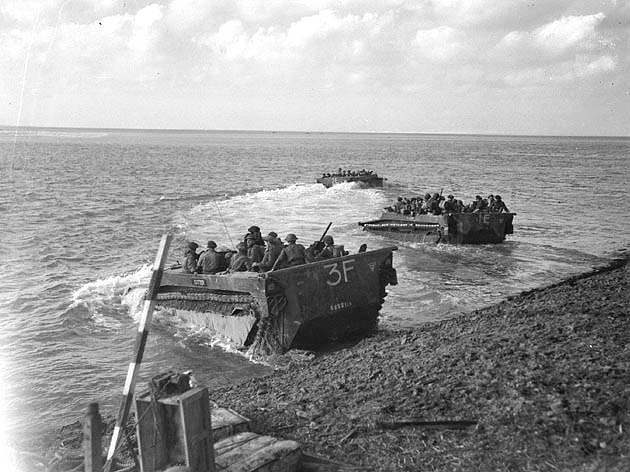
Vehículos anfibios transportando tropas canadienses a través del Escalda en Holanda, septiembre de 1944.

La Fuerza Aérea Real Canadiense (RCAF) tenía tres responsabilidades clave durante la guerra: el Plan de Entrenamiento Aéreo de la Mancomunidad Británica (BCATP, por sus siglas en inglés), la contribución de Canadá al entrenamiento de aviadores militares; el Home War Establishment (HWE), que proveyó 37 escuadrones para defensa costera, protección de naves, defensa aérea y otras tareas en Canadá; y el Overseas War Establishment (OWE), que proveyó 48 escuadrones sirviendo junto con la Royal Air Force (RAF) en Europa, el Mediterráneo y el Lejano Oriente. Con el BCATP se dio entrenamiento a 131.000 aviadores de la Mancomunidad, más de la mitad de ellos pertenecientes a la RCAF.
Los aviadores de la RCAF sirvieron con los escuadrones de la RAF, y jugaron papeles clave en la Batalla de Inglaterra, la guerra antisubmarina durante la Batalla del Atlántico, y las campañas de bombardeo contra Alemania. El personal de la fuerza aérea canadiense también proporcionó apoyo a las fuerzas aliadas durante la Batalla de Normandía y las subsecuentes campañas por tierra en Europa. Para liberar al personal de la RCAF que era necesitado en labores operacionales o de la BCATP, la División Femenil de la RCAF fue formada en 1941. Junto con otras naciones de la Mancomunidad, un cuerpo femenil llamado Canadian Women's Army Corps, similar a la División Femenil de la RCAF, fue establecido para sustituir a los hombres en ciertas labores. El cuerpo existió de 1941 a 1946, fue creado de nuevo en 1948 y finalmente disuelto en 1964.
De una población de aproximadamente 11,5 millones, 1,1 millones de canadienses sirvieron en las fuerzas armadas en la Segunda Guerra Mundial. De ellos, un total aproximado de 42.000 miembros de las fuerzas dieron sus vidas, y otros 55.000 fueron heridos, según las cifras oficiales.

## Multilateralismo, fuerzas de paz y la Guerra Fría

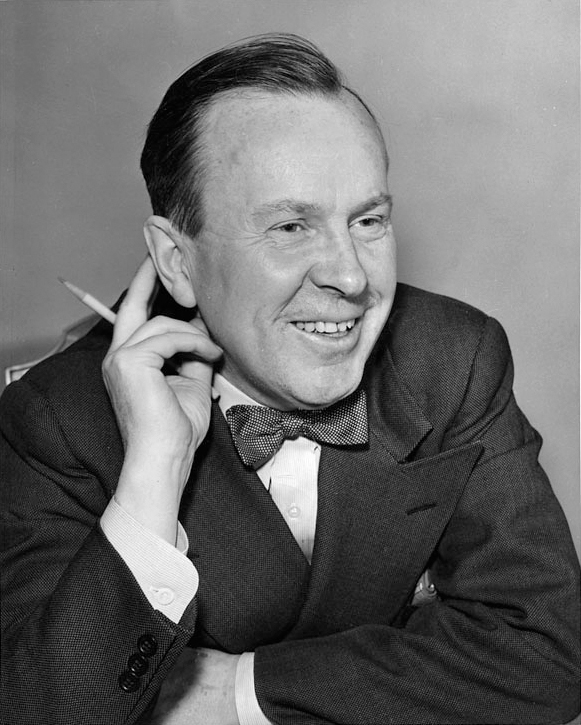
El primer ministro Lester B. Pearson, considerado el fundador de las fuerzas de paz modernas por sus esfuerzos en resolver la Crisis de Suez en 1956.

Poco después del final de la Segunda Guerra Mundial, la Guerra Fría comenzó. Desde 1948 Canadá, los Estados Unidos y el Reino Unido comenzaron a tener reuniones secretas para tratar el tema de su seguridad mutua, y más tarde incluirían a otras naciones europeas. Doce países firmarían en 1949 el Tratado del Atlántico Norte para acordar su defensa mutua y, debido a la insistencia canadiense, cooperación económica y social. Fue la primera alianza militar en tiempos de paz a la que se integró Canadá. Como miembro fundador de la OTAN y signatario del tratado NORAD con los Estados Unidos, Canadá se comprometió a la alianza contra el bloque comunista. Las tropas canadienses estuvieron estacionadas en Alemania durante la Guerra Fría, y Canadá se unió a los estadounidenses para levantar defensas contra un hipotético ataque soviético, por ejemplo, la Línea DEW (una serie de estaciones de radar construidas para detectar el avance de aviones enemigos). Como potencia intermedia, algunos diseñadores de políticas canadienses se dieron cuenta de que Canadá podía hacer poco militarmente por su cuenta, y por lo tanto fue adoptada una política de multilateralismo según la cual Canadá solamente participaría en acciones militares como parte de una gran coalición. Canadá también eligió permanecer al margen de muchas guerras, a pesar de la participación de aliados cercanos, notablemente la Guerra de Vietnam y la Guerra de Irak, aunque prestó apoyo indirecto y ciudadanos canadienses sirvieron dentro de ejércitos extranjeros en ambos conflictos. El periodo posterior a la guerra vio una gran reorganización cuando, en 1968, las tres fuerzas (ejército, marina y fuerzas aéreas) fueron unificadas para convertirse en las Fuerzas Canadienses.

### Canadá en Corea
Después de la Segunda Guerra Mundial, Canadá rápidamente se desmovilizó. Sin embargo, en junio de 1950 estalló la guerra de Corea con la invasión de los comunistas a Corea del Sur, y con ella vino la primera participación militar de las fuerzas de la OTAN. Canadá necesitó varios meses para organizar sus fuerzas militares, y finalmente formó parte de las Fuerzas de la Mancomunidad Británica en Corea, al lado de naciones como Australia. Las fuerzas terrestres canadienses por lo tanto se perdieron de la mayoría de las primeras campañas ya que no llegaron hasta noviembre de 1951, cuando la fase de desgaste de la guerra ya había comenzado. Las tropas canadienses lucharon como parte de la 1° División de la Mancomunidad, y se distinguieron en la Batalla de Kapyong y en otros conflictos terrestres. El HMCS Haida y otros barcos de la Marina Real Canadiense estuvieron en servicio en el conflicto coreano. Aunque la Fuerza Aérea Real Canadiense no combatió en Corea, 22 pilotos de caza de la RCAF fueron relevos de los de la USAF. La RCAF también estuvo involucrada con el transporte de personal y provisiones para apoyar en esta guerra.
En total, Canadá envió 26.791 tropas a defender Corea del Sur, además de tres destructores, un escuadrón de transporte aéreo y los mencionados 22 pilotos de caza. Hubo 1.558 bajas canadienses, incluyendo 516 muertos hasta el 27 de julio de 1953 cuando cesaron las hostilidades. Corea frecuentemente ha sido descrita como la "Guerra Olvidada", ya que para la mayoría de los canadienses es eclipsada por las contribuciones canadienses en las dos guerras mundiales. Canadá fue signatario del armisticio original de 1953, pero no mantuvo una guarnición en Corea del Sur después de 1955.

### Fuerzas de paz
Estrechamente relacionado con el compromiso de Canadá con el multilateralismo y con los principios de paz y libertad ha estado su fuerte apoyo a las fuerzas de paz. Durante la Crisis de Suez en 1956, el entonces Secretario de Estado por Asuntos Exteriores y futuro primer ministro Lester B. Pearson propuso que se enviara una fuerza multinacional a la zona para lograr la paz, idea que le valió el Premio Nobel de la Paz de 1957 ya que sentó las bases de las Fuerzas de Paz de la ONU modernas. Desde entonces, Canadá tiene una larga historia de participación en estas misiones. Canadá participó en cada misión de fuerzas de paz de la ONU desde su inicio hasta 1989, y aun después continúa jugando un papel importante. Más de 125.000 canadienses han servido en unas 50 misiones desde 1949, con 116 fallecidos.

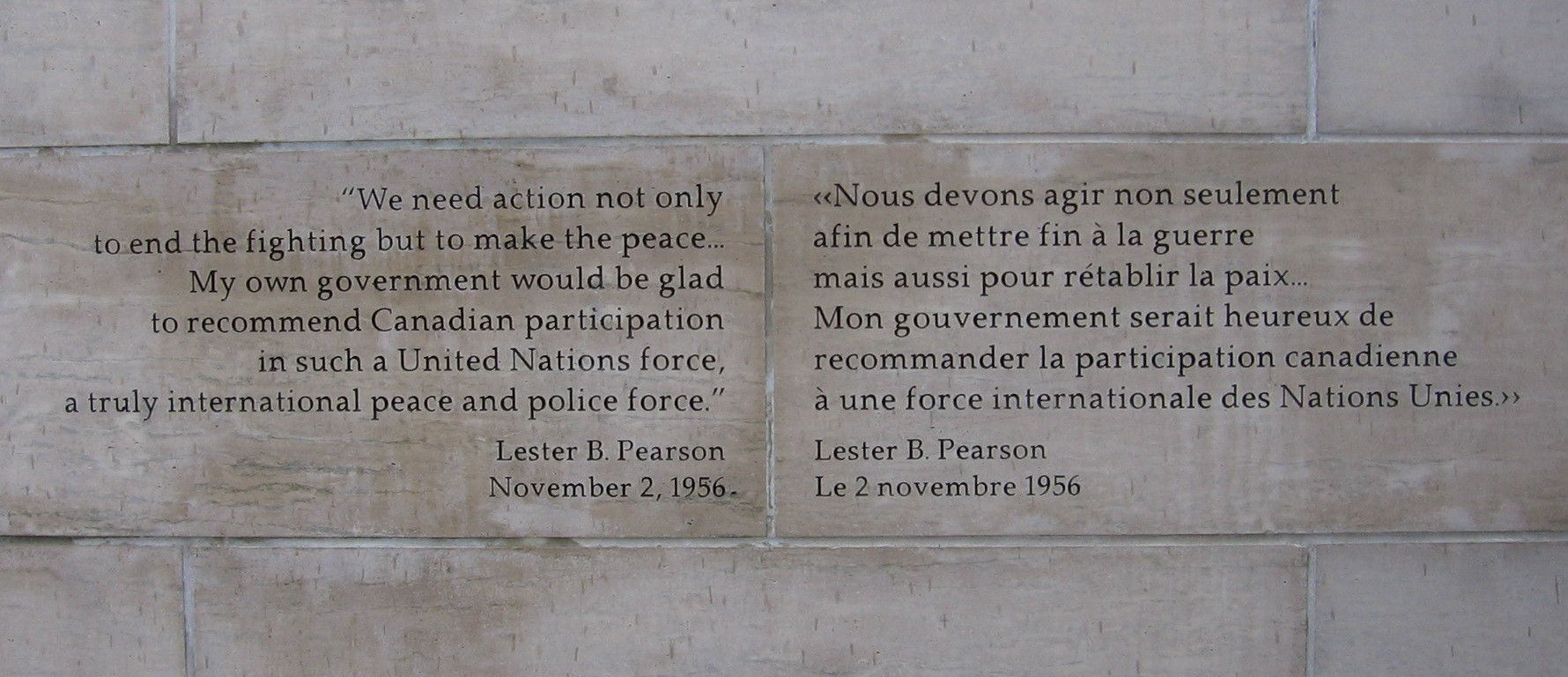
Cita de Pearson acerca de una fuerza de paz de la ONU en el Monumento del Cuidado de la Paz.

La primera misión de fuerzas de paz canadiense, incluso antes de la creación del sistema formal de la ONU, fue una misión de 1948 en Cachemira. Otras misiones importantes incluyen la larga estadía en Chipre, misiones de observación en el Sinaí y los Altos del Golán, y la misión de la OTAN en Croacia y Bosnia y Herzegovina. En esta última, las fuerzas canadienses fueron parte de la UNPROFOR, la fuerza de paz de la ONU en las naciones balcánicas durante las Guerras yugoslavas en la década de 1990. Canadá fue uno de los 42 países que contribuyeron a esta fuerza, que operó de febrero de 1992 a diciembre de 1995. La respuesta canadiense en 1993 a la Operación Medak dentro de esta operación fue la batalla más larga disputada por fuerzas canadienses desde la guerra de Corea. Uno de los peores momentos en la historia militar reciente de Canadá ocurrió durante la misión humanitaria en Somalia en 1993, cuando soldados canadienses torturaron a un adolescente somalí hasta matarlo, conduciendo al Asunto de Somalia. Después de una investigación, el Regimiento Aéreo Canadiense fue disuelto y la reputación de las Fuerzas Canadienses sufrió dentro de Canadá.
Desde 1995, no obstante, la participación canadiense directa en las fuerzas de paz de la ONU ha disminuido considerablemente. En julio de 2006, por ejemplo, Canadá se colocó en el 51° lugar en la lista de participantes en las fuerzas de paz de la ONU, contribuyendo con 132 elementos de un total global de más de 70.000. El número disminuyó tanto debido a que Canadá comenzó a dirigir su participación a operaciones militares sancionadas por la ONU a través de la OTAN, en lugar de directamente a la ONU. El número de soldados canadienses en operaciones sancionadas por la ONU en julio de 2006 era de 2.859.

### Fuerzas canadienses en Europa
Canadá mantuvo una brigada de infantería mecanizada en Alemania Occidental desde los años 1950 (originalmente la 27° Brigada Canadiense de Infantería, después renombrada 4 Grupo de Combate y 4 Brigada Mecanizada Canadiense) hasta los años 1990 como parte de las responsabilidades de Canadá dentro de la OTAN. Fue una brigada mantenida casi con su mayor fuerza y equipada con los vehículos y sistemas armamentísticos más avanzados de Canadá ya que se anticipaba que podría necesitar moverse rápidamente en caso de una invasión en el oeste por parte de los estados del Pacto de Varsovia. La brigada fue aumentada por soldados de milicia de Canadá y por un tiempo incluso se permitió que cadetes del Ejército Canadiense sirvieran en la brigada por periodos cortos.
La Fuerza Aérea Real Canadiense estableció la División Aérea N.º 1 a comienzos de la década de 1950 para cumplir con sus responsabilidades de defensa aérea de la OTAN en Europa. Consistía en doce escuadrones de caza localizados en cuatro alas, dos de ellas en Francia y las otras dos en Alemania Occidental.
A fines de los años 1960, muchos canadienses comenzaron a pensar que había prioridades inmediatas más importantes en su país que cuidar una posible agresión comunista en Europa. No obstante, la Invasión a Checoslovaquia realizada por algunos países del Pacto de Varsovia en 1968 les recordó de la existencia de la Guerra Fría. Aun así, Canadá redujo el presupuesto de las fuerzas armadas para enfocarse en asegurar su propia soberanía. En 1987, durante el gobierno de Brian Mulroney, se propuso reconsiderar la fuerza militar canadiense, pero el colapso del poder comunista en el continente europeo le quitó fuerza a la propuesta. Finalmente en 1992 se ordenó la retirada de las últimas fuerzas canadienses en Europa.

### Unificación
En 1964 el gobierno canadiense decidió fusionar la Fuerza Aérea Real Canadiense, la Marina Real Canadiense y el Ejército Canadiense para formar las unificadas Fuerzas Canadienses. El objetivo de la fusión era reducir los costos e incrementar la eficiencia. El gobierno decía que se requería una reorganización y reestructuración de las fuerzas armadas para poder enfrentar satisfactoriamente los retos del futuro. El Ministro de Defensa Nacional y principal artífice de la unificación, Paul Hellyer, declaró el 4 de noviembre de 1966 que "la amalgamación...proveería la flexibilidad para permitir a Canadá cumplir de la forma más efectiva los requerimientos militares del futuro. También establecerá a Canadá como un líder incuestionable en el campo de la organización militar". Ese mismo año fue introducida el Acta de Reorganización de las Fuerzas Canadienses, la cual fue debatida tanto en el Parlamento como en el Departamento de Defensa. La unificación además fue recibida hostilmente por las tres fuerzas implicadas, en especial por la Marina Real Canadiense. A pesar de todo, el 1 de febrero de 1968 el Acta entró en vigor y la unificación fue completada.

## La era posterior a la Guerra Fría

### Guerra del Golfo
La Guerra del Golfo de 1991 fue un conflicto entre Irak y una coalición de 34 naciones, lideradas por los Estados Unidos, que se originó por la invasión de 1990 al territorio de Kuwait por parte de Irak. El resultado fue una decisiva victoria de las fuerzas de coalición. Canadá fue una de las primeras naciones en condenar la invasión, y de inmediato accedió a unirse a la coalición. En agosto de 1990, el primer ministro Brian Mulroney envió los destructores HMCS Terra Nova, HMCS Athabaskan y HMCS Huron para reforzar el bloqueo comercial contra Irak. El buque de abastecimiento HMCS Protecteur fue enviado para auxiliar a las fuerzas de coalición que se estaban reuniendo. Mientras todos los demás barcos regresaron a Canadá en la primavera de 1992, el HMCS Huron permaneció estacionado y fue el primer buque de guerra en entrar a la bahía de Kuwait después de la guerra. La ONU había establecido una fecha límite para que las fuerzas iraquíes se retiraran, pero esta fue ignorada y entonces la ONU autorizó el pleno uso de la fuerza en la operación. Al comenzar la campaña aérea, los aviones canadienses fueron integrados con los de la fuerza de coalición y proporcionaron protección aérea y atacaron blancos terrestres. La nación además envió un hospital de campo para atender a los heridos en los combates terrestres. Con la ofensiva aérea y terrestre, se logró el objetivo de la coalición de liberar Kuwait, haciéndose oficial con el cese al fuego el 3 de marzo de 1991. Habiendo terminado las hostilidades, las fuerzas canadienses permanecieron en la zona como parte de la misión de fuerzas de paz de la ONU en la frontera de los países involucrados.
Fue la primera ocasión desde la guerra de Corea que fuerzas canadienses habían participado en operaciones de combate. En total, más de 4.000 canadienses sirvieron en esta guerra. Canadá no sufrió bajas durante el conflicto, pero desde su culminación, muchos veteranos se han quejado de sufrir del Síndrome del Golfo.

### Guerra en Afganistán

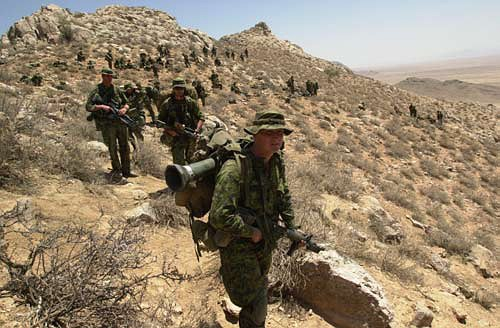
Soldados canadienses en Afganistán.

Canadá se unió a una coalición liderada por los Estados Unidos en la Guerra en Afganistán de 2001. La guerra fue una respuesta a los atentados del 11 de septiembre de 2001, con los objetivos de derrocar al gobierno talibán en el país asiático y destruir a la organización al-Qaeda. Inicialmente la invasión logró acabar con el régimen talibán, mas no se pudo capturar al líder de al-Qaeda, Osama bin Laden. Después de la invasión —que comenzó en octubre de 2001— se firmó el Acuerdo de Bonn en diciembre de ese año, con el cual se establecía un gobierno y una constitución temporales, y se garantizaba la realización de elecciones democráticas en 2004. El nuevo gobierno afgano elegido democráticamente era autónomo, pero dependía en gran medida de otras naciones, principalmente en su defensa y seguridad. En este sentido, el Consejo de Seguridad de las Naciones Unidas autorizó la creación de la Fuerza Internacional de Asistencia para la Seguridad (ISAF), una fuerza militar multinacional liderada por la OTAN, para mantener la seguridad en Afganistán y en la cual Canadá tomó parte.
Canadá no jugó un papel importante en la fase inicial del conflicto, durante el derrocamiento del régimen talibán. En realidad, su participación militar inició en 2002 cuando un batallón de Infantería Ligera Canadiense fue enviado a la ciudad de Kandahar por seis meses. Su misión era ayudar a las otras fuerzas en la Operación Libertad Duradera, que buscaba acabar con los elementos talibán y de al-Qaeda restantes en el país. El papel de las fuerzas canadienses ha estado centrado en tres operaciones: la Operación Athena, la mayor de todas, introducida en 2003 y representando la contribución canadiense a la ISAF; la Operación Archer, que es la contribución canadiense a la Operación Libertad Duradera; y la Operación Argus, que provee planeación estratégica militar para el gobierno de Afganistán.
En febrero de 2006 se firmó el Pacto de Afganistán, sucesor del Acuerdo de Bonn. En él se establecieron las iniciativas y metas en el país para el periodo de 2006-2011, con los objetivos de alcanzar mayor seguridad y desarrollo social y económico. El gobierno canadiense fue signatario del Pacto, comprometiéndose a permanecer involucrado hasta el 1 de febrero de 2011, ya sea militarmente o de otras formas. Inicialmente solo se planeaba una participación de 6 meses, pero la presencia canadiense en Afganistán ha ido expandiéndose. En 2003, el gobierno canadiense amplió la participación hasta agosto de 2004, y más tarde hasta el verano de 2005. En 2005, para apoyar la misión de la ISAF, se extendió un año más y luego hasta febrero de 2009. Con el Pacto de Afganistán, los Estados Unidos y otros países de la OTAN han presionado a Canadá para que mantenga a sus fuerzas en Afganistán después de febrero de 2009, que era cuando su participación militar estaba programada para concluir.
En agosto de 2007, las fuerzas canadienses en Afganistán totalizaban alrededor de 2.500 elementos (según el Departamento de Defensa Nacional de Canadá), todas ellas con el consentimiento del gobierno afgano y según los parámetros del Pacto de Afganistán. En todo el periodo que va de 2002 a 2007 sirvieron en total un aproximado de 13.500 soldados canadienses en territorio afgano, de los cuales murieron más de 70 integrantes de las Fuerzas Canadienses (además de un diplomático). Cabe destacar que durante este conflicto, Nichola Goddard, del 1° Regimiento de la Real Artillería Montada Canadiense, se convirtió en la primera baja femenina canadiense en combate, al morir el 17 de mayo de 2006 durante un enfrentamiento con supuestos militantes talibán.

### Invasión de Irak de 2003
En 2003, Canadá se negó a participar en la Invasión de Irak ya que no contaba con la aprobación de la ONU. Esta decisión, popular en la mayor parte de Canadá, sorprendió a la administración del presidente estadounidense George W. Bush, quien desde entonces ha buscado contar con el apoyo canadiense. Stephen Harper apoyó, en marzo de 2003, la guerra en Irak, pero ya siendo primer ministro canadiense en octubre de 2008, lo consideró "un error", por lo que no ha enviado ayuda a dicho conflicto. No obstante, sí se ha apoyado la incursión en Afganistán. Canadá, a pesar de todo, ha estado involucrado en el conflicto en Irak a través de la Operación ALTAIR, la contribución de las embarcaciones canadienses en el Golfo Pérsico y el Mar Arábigo, realizando operaciones antiterroristas según la Operación Libertad Duradera.